# Valle de Moche

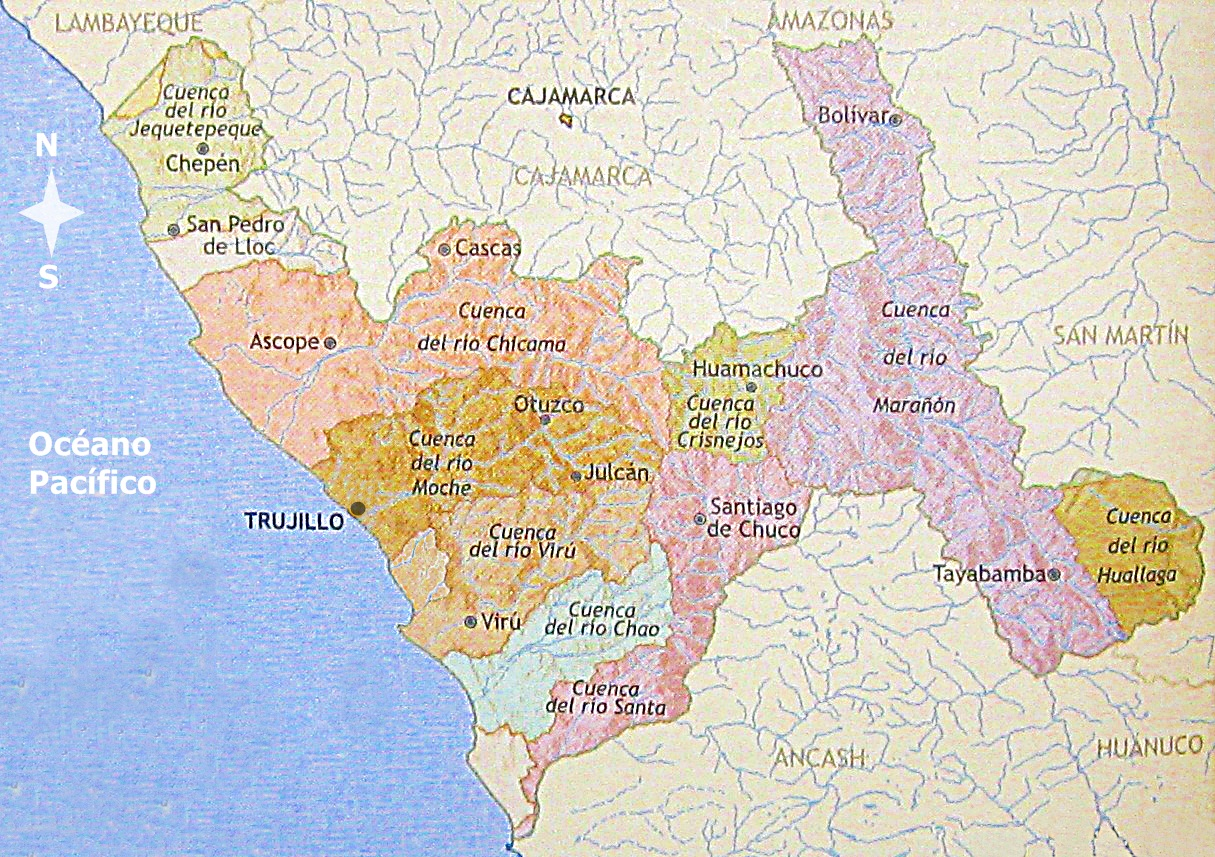
El valle de Moche se ubica al norte del Valle Virú en la Región La Libertad

El Valle de Moche, o Valle de Santa Catalina, es una extensa área de la Región La Libertad y ubicado en el norte peruano. Este valle se encuentra irrigado en gran parte por el río Moche. Ha constituido un valle  agrícola desde la época precolombina y en la actualidad contiene asentamientos rurales y urbanos, Trujillo es una de las ciudades más importantes de este valle. El valle tiene una historia de gran valor cultural durante el desarrollo de las culturas Moche y Chimú. En este valle se ubican varias ciudades y zonas agrícolas donde se cultivan entre otros productos la caña de azúcar y espárragos. Actualmente  el riego de sus tierras también es parte del proyecto de ingeniería hidráulica Chavimochic.

## Historia
El valle de Moche tiene una historia de gran valor, las culturas precolombinas Moche y Chimú se formaron allí. Es un territorio fértil por la presencia del río Moche. En esta área los antiguos mochicas aplicaron sus conocimientos de ingeniería hidráulica y desarrollaron técnicas de cultivo formidables y la aplicaron también en la costa norte del Perú. Una de las técnicas aplicadas en el valle  es la construcción "wachaques" - pozos cavados para encontrar agua cerca del mar. A las aguas salobres  fueron capaces de adaptar la "totora" (Scirpus californicus) usada como materia prima para la fabricación de embarcaciones que permitieron a los mochicas ser considerados buenos navegantes del Océano Pacífico desde la antigüedad.

## Localidades
Algunas localidades del valle son:
- Trujillo
- Moche
- Conache
- Víctor Larco Herrera
- Otuzco
- Julcán
- Huanchaco, etc.

## Productos agrícolas
Algunos de los productos cultivados en el valle son los siguientes:
- Caña de azúcar
- Espárragos
- Piña
- Ají
- Palta. etc.

## Fauna
Como parte de la fauna del valle se encuentran las siguientes especies:
- Caballo
- Alpaca
- Oveja
- Llama, etc.